# Vlechttheorie

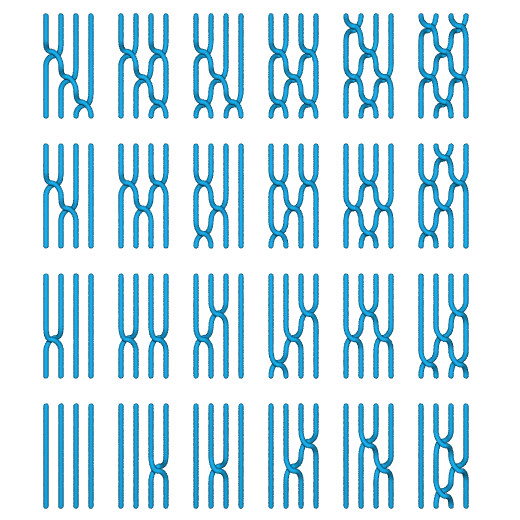
De 24 elementen van een
permutatiegroep van 4 elementen als vlechten. Merk op dat alle getoonde kruisingen van de "links-over-recht" soort zijn. Andere keuzes zijn hier mogelijk.

In de topologie, een deelgebied van de wiskunde, is de vlechttheorie een abstracte meetkundige theorie die het het alledaagse vlecht-concept en enige veralgemeningen daarvan bestudeerd. Het centrale idee is dat vlechten in groepen kunnen worden georganiseerd, waarbij de groepsbewerking er uit bestaat om 'de eerste vlecht op een verzameling van strengen te doen, en daarna dit op te volgen met een tweede vlecht op de gedraaide strengen'. Dergelijke groepen kunnen worden beschreven door expliciete groepspresentaties, zoals door Emil Artin werd aangetoond. Voor een inleidende  behandeling langs deze lijnen, zie het artikel over vlechtgroepen. Vlechtgroepen kan men ook een diepere wiskundige interpretatie geven: namelijk als de fundamentaalgroep van bepaalde configuratieruimten.